# 尚昌
尚昌（1888年9月17日—1923年6月19日）是琉球國末代世子尚典的長子，後來成為日本侯爵和貴族院議員，第二尚氏第21代當主。

## 生平大事記
- 1888年（明治21年）9月，尚昌在沖繩縣首里出生。
- 1896年（明治29年），尚昌隨祖父尚泰、父親尚典遷居日本東京，並入學學習院初等科。
- 1909年（明治42年），從舊制學習院高等科退學。
- 1911年（明治44年），經父親尚典的推薦，前往英國牛津大學留學（隨行員：神山政良）。
- 1915年（大正4年）回到日本，任宮內省式部官。
- 1918年（大正7年）9月18日，長子尚裕出生。
- 1920年（大正9年），尚典病逝，尚昌繼位為侯爵，並成為貴族院議員。
- 1923年（大正12年），尚昌在中國的旅行中患盲腸炎，在東京死去。他的墳墓在東京台東區上野。

## 家族
- 父 尚典
- 母 祥子
- 夫人 小笠原百子（小笠原忠忱次女）
- 子女
  - 長子 尚裕
  - 長女 尚文子（戶籍名井伊文子，彥根市長井伊直愛的夫人）
  - 次女 尚清子（戶籍名酒井清子，嫁伯爵酒井忠博）

| 尚昌        |                                  |             |
| 前任： 尚典 | 第二十一代尚家当主 1920年—1923年 | 繼任： 尚裕 |